# Amândio José Lobo de Ávila
Amândio José Lobo de Ávila (1805 - Lisboa, 9 de Julho de 1863) foi um militar português.

## Biografia
Era filho de Joaquim Anastácio Lobo de Ávila (? - 7 de Janeiro de 1884), Capitão e Coronel de Infantaria, que fez toda a Guerra Peninsular e foi condecorado no campo da Batalha de Albuhera, em 1811, em que os Exércitos Aliados derrotaram o General Soult, proprietário e lavrador abastado, e de sua mulher Mariana Vitória de Mendonça Pessanha Mascarenhas, irmão de Francisco de Paula de Gouveia Lobo de Ávila, José Maria Lobo de Ávila e Joaquim Tomás Lobo de Ávila, 1.º Conde de Valbom, e tio paterno de Rodrigo de Gouveia Lobo de Ávila, Artur Eugénio Lobo de Ávila e Carlos de Orta Lobo de Ávila, um dos Vencidos da Vida.
Assentou Praça em Santarém, no Regimento de Infantaria N.º 10, como Soldado-Cadete, e distinguiu-se nas Campanhas da Liberdade. Acompanhou a Divisão Liberal que teve de se internar na Galiza, donde seguiu para Inglaterra, Grã-Bretanha e Irlanda, e daqui passou, com a forças de D. Pedro IV de Portugal, para a Ilha Terceira. Fez, também, parte do Exército Liberal que veio a desembarcar no Mindelo, a 8 de Julho de 1832, e de toda a campanha que se seguiu, sobretudo na defesa do Porto. Entrou em inúmeros combates: contra o General da Silveira, em 1826, contra D. Miguel I de Portugal desde 1828 a 1832, nas acções dos Açores, em 1829 e 1831, e deixou de combater quando foi gravemente ferido no sítio da Casa Negra, a 24 de Março de 1833. Pertenceu a Conselhos de Guerra e desempenhou várias Comissões de Serviço Militar, sendo condecorado com a Medalha das Campanhas da Liberdade e reformado no posto de Major.